# Flößgraben (Leinakanal)
Der Flößgraben ist ein 11,0 km langes künstliches Fließgewässer im thüringischen Landkreis Gotha, welches zur besseren Versorgung der wasserarmen Kreisstadt Gotha mit Wasser aus dem Thüringer Wald angelegt wurde.
Er entsteht per Bifurkation der Apfelstädt in Georgenthal und mündet in Emleben in den ebenfalls per künstlicher Bifurkation entstandenen Leinakanal. Da das Wasser der Apfelstädt über Gera, Unstrut und Saale der Elbe zufließt, während das des Leinakanals über Nesse, Hörsel und Werra der Weser zufließt, überwindet der Graben die Elbe-Weser-Wasserscheide.
Seinen Namen erhielt der Graben, weil mit seinem Wasser erstmals der Transport von Brennholz (Scheitholz) auf dem Leinakanal-System aus dem Thüringer Wald nach Gotha möglich wurde.

## Grabenverlauf
Der Flößgraben beginnt am „Georgenthaler Teiler“, einem so genannten „Dreifallenwehr“. Die Apfelstädt wird hier durch eine kleine Insel geteilt. Etwa 10 m unterhalb der Teilung befindet sich die erste „Falle“, ein verschließbares Tor, das den Einlauf des Wassers in den Flößgraben reguliert oder aber ganz sperrt, z. B. bei Reparaturarbeiten. Daneben wird die Apfelstädt so gestaut, dass ein Teil des Wassers in den Flößgraben einfließen kann. Etwa 20 m weiter flussabwärts von der ersten „Falle“ entfernt trifft das Wasser des Flößgrabens auf zwei weitere „Fallen“. Auch hier kann die Wassermenge im Flößgraben durch Ableiten des Wassers über einen kleinen Wasserfall in die jetzt etwa 6 m tiefer liegende Apfelstädt beeinflusst werden.
Etwa 50 m weit verläuft der Flößgraben parallel zur Apfelstädt und dann unter der Bundesstraße 88 hindurch in den kleinen, dann in den großen Mühlenteich.
Beide Teiche wurden Anfang des 17. Jahrhunderts angelegt und dienten zum Abbremsen der im Kanal mitgeführten Baumstämme, als Wasserspeicher für die folgenden Mühlen, zum Auffangen des mitgeführten Schlamms und zur Fischwirtschaft. Die Insel im großen Mühlenteich besteht z. B. aus dem Reinigungsschlamm des Teiches, die beim Säubern des Teiches während des Ersten Weltkriegs durch französische und russische Kriegsgefangene entstanden war.
Die „Fischernte“ muss in der Vergangenheit recht ausgiebig gewesen sein. So wird z. B. berichtet, dass am 25. Februar 1727 488 Pfd. Karpfen, 411 Pfd. Forellen und 20 Aale ins Netz gegangen sind.
Neben dem großen Mühlenteich befindet sich heute eine Ende des 19. Jahrhunderts angelegte Badeanstalt. Um die starke Strömung aus dem Teich zu nehmen und das nun ruhigere und sich schneller erwärmende Wasser für das Schwimmbad nutzen zu können, wurde ein Teil des Wassers aus dem Flößgraben durch Rohre um den Teich herumgeleitet. Das Schwimmbad wurde 1996/97 zu einem modernen Freibad ausgebaut.
Früher betrieb das Flößgrabenwasser einige Mühlen in Georgenthal und weiter am Unterlauf. Diese sind jedoch weitestgehend verfallen.
Weiterhin verläuft er über Petriroda nördlich von Georgenthal und fließt schließlich in Emleben in den Leinakanal, der seit der Errichtung des Flößgrabens oberhalb der Mündung als Kleiner Leinakanal bezeichnet wird. Das Wasser des Leinakanals füllt noch heute die Gothaer Parkteiche und betreibt die Gothaer Wasserkunst (Wasserspiele) auf dem Gothaer Hauptmarkt.

## Galerie

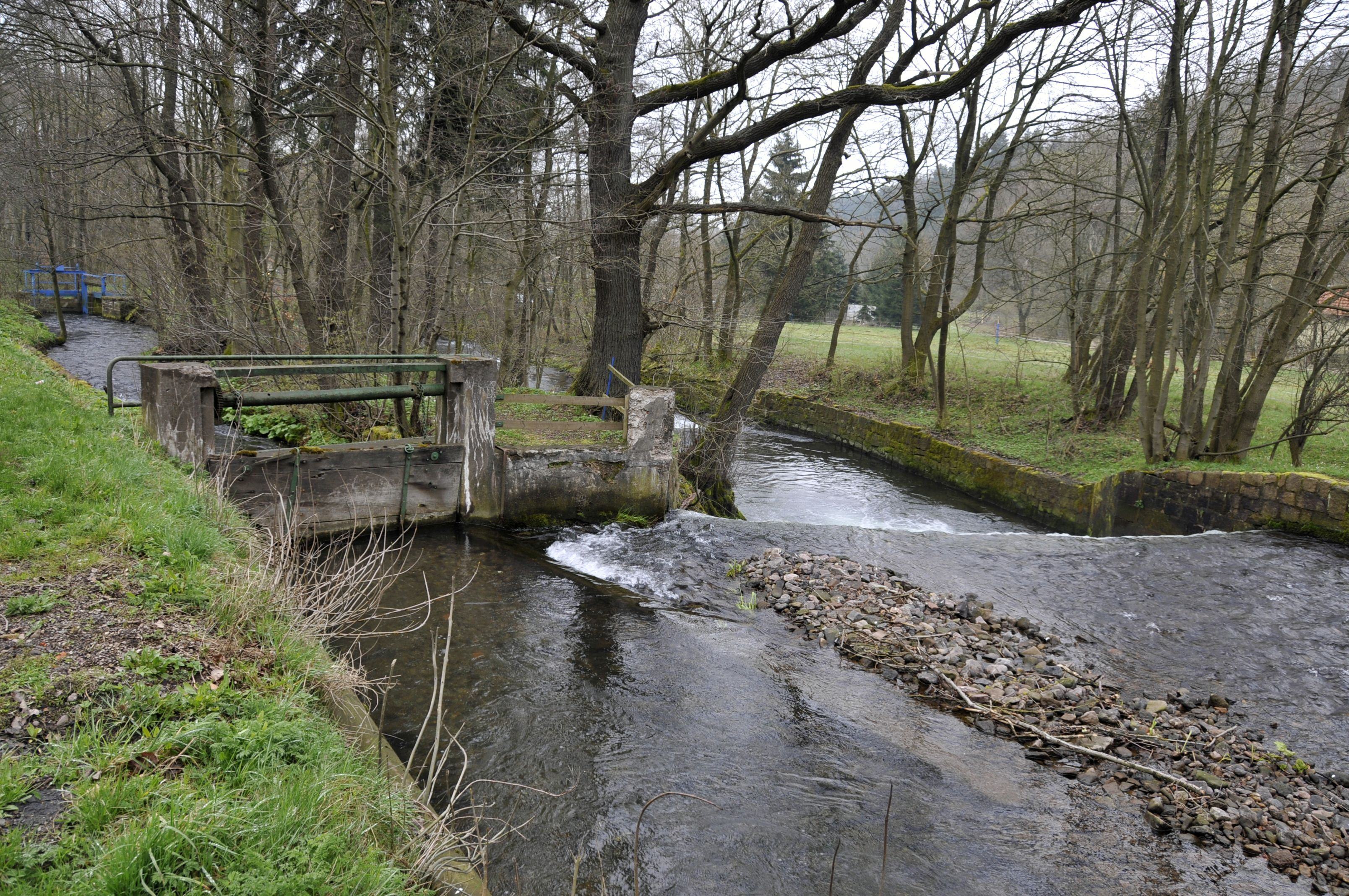
Erste „Falle“, rechts fließt die Apfelstädt
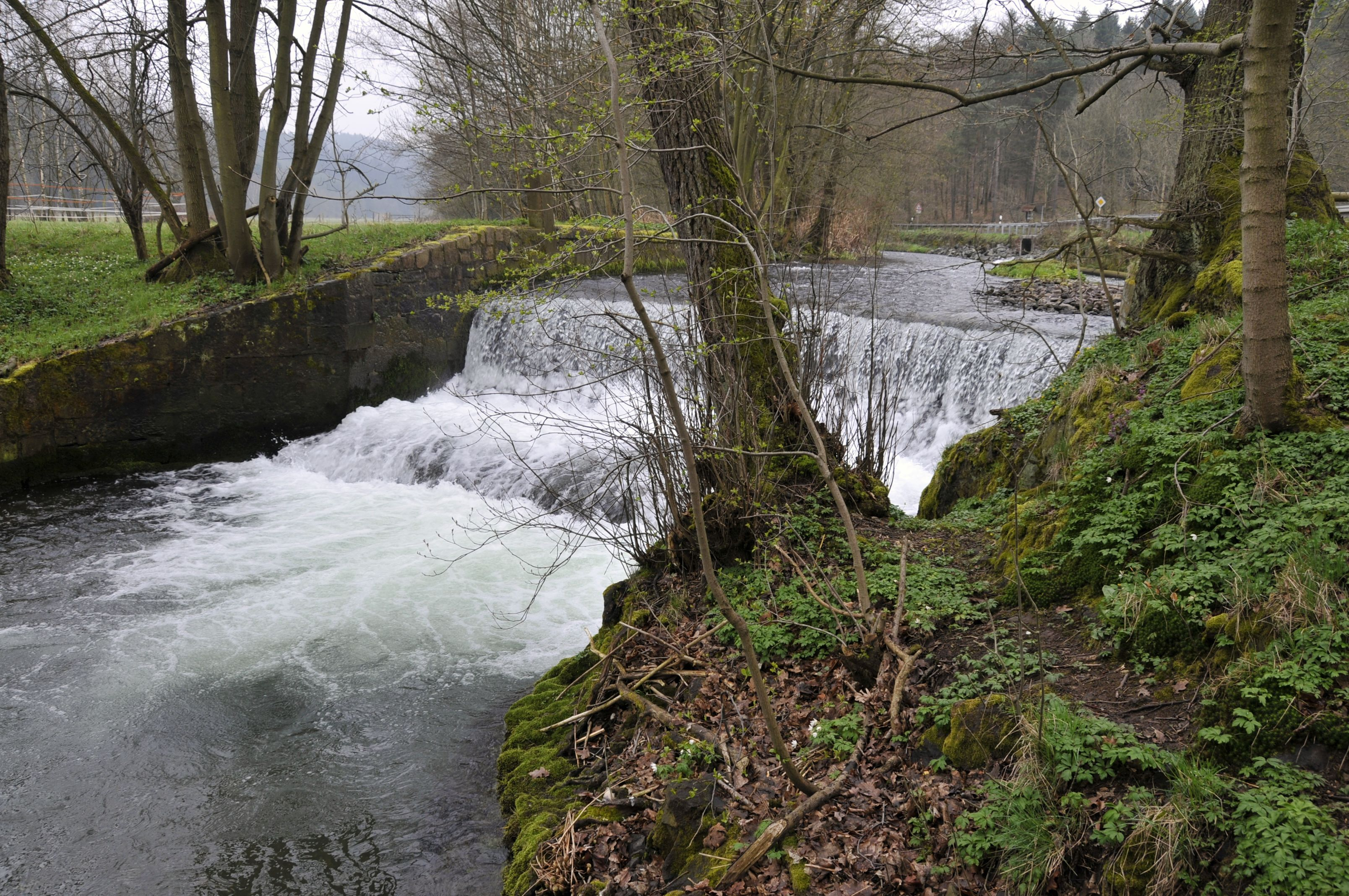
Stauwehr der Apfelstädt bei der ersten „Falle“
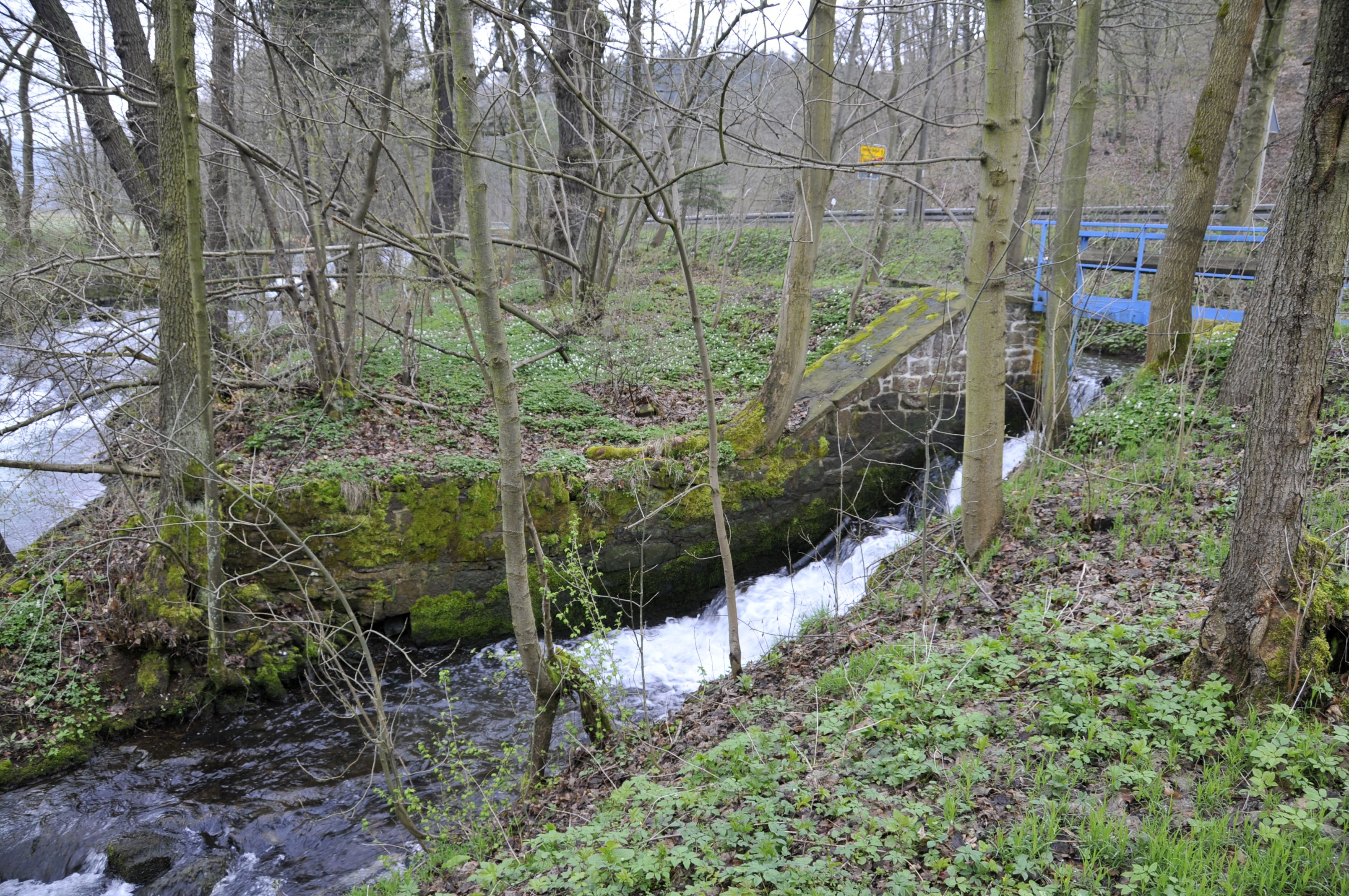
Zweite „Falle“, die Wassertreppe, die in die Apfelstädt zurückführt
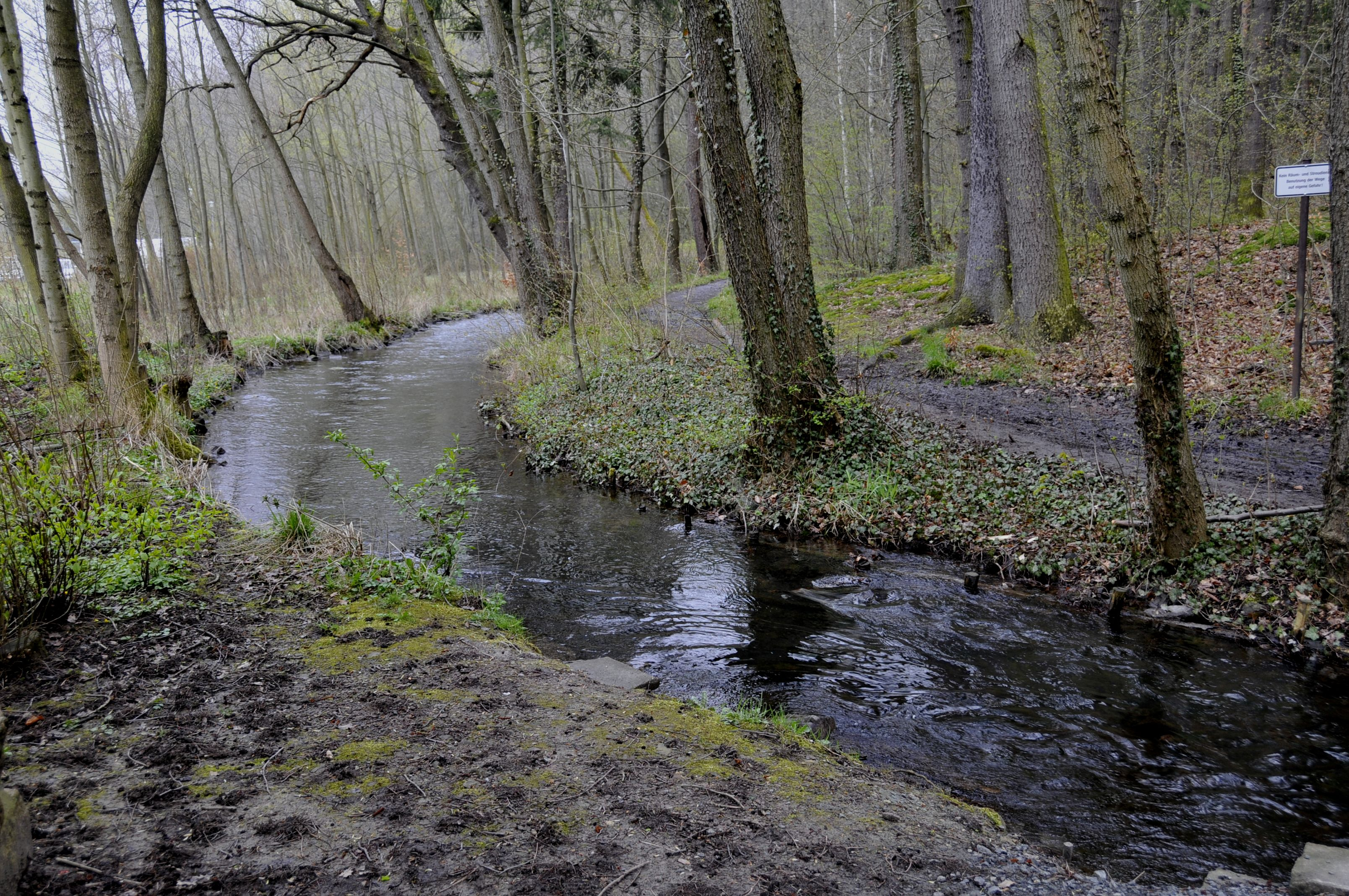
In Höhe der Straße „Am Flößgraben“
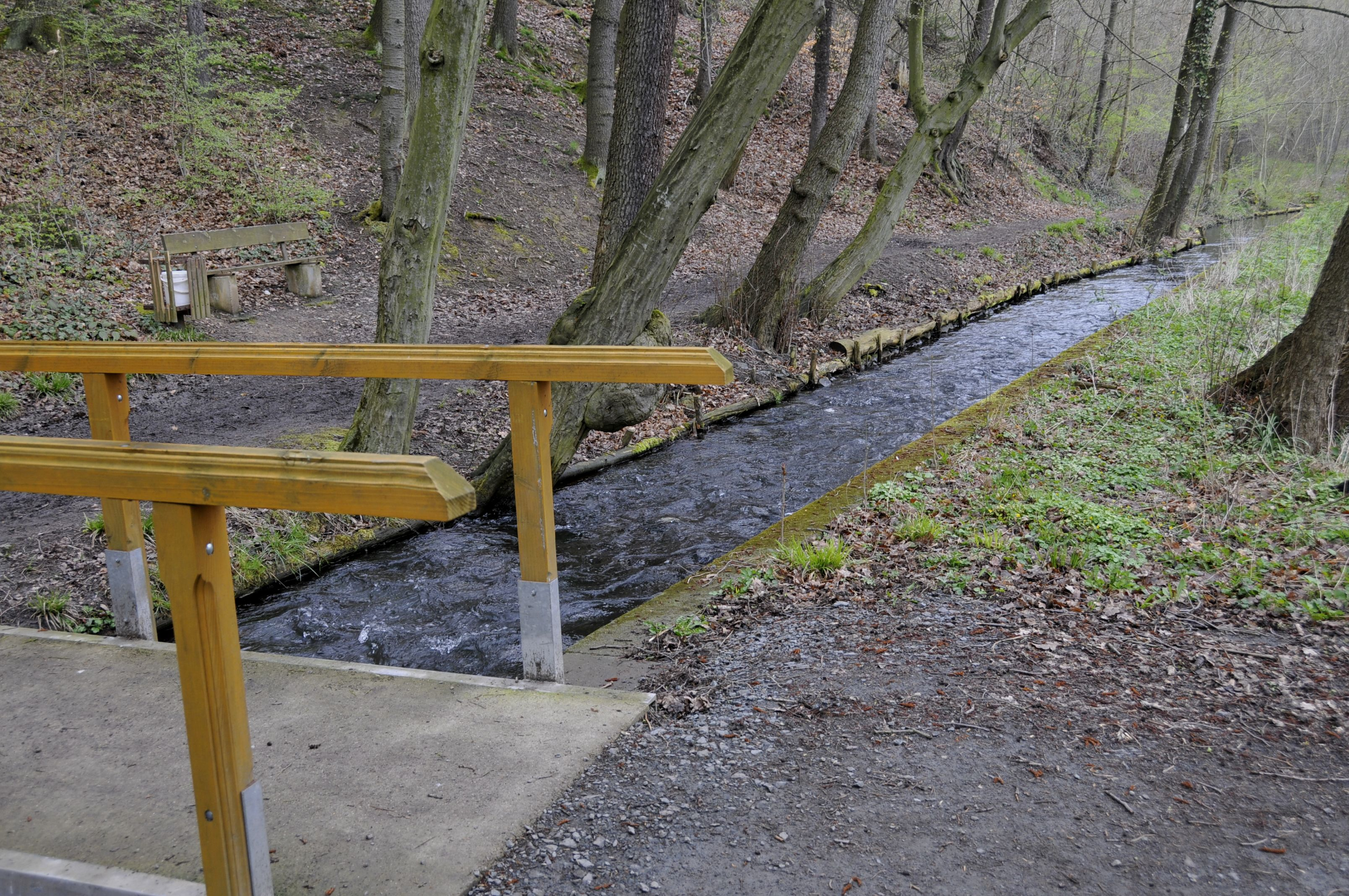
In Höhe der Straße „Am Flößgraben“
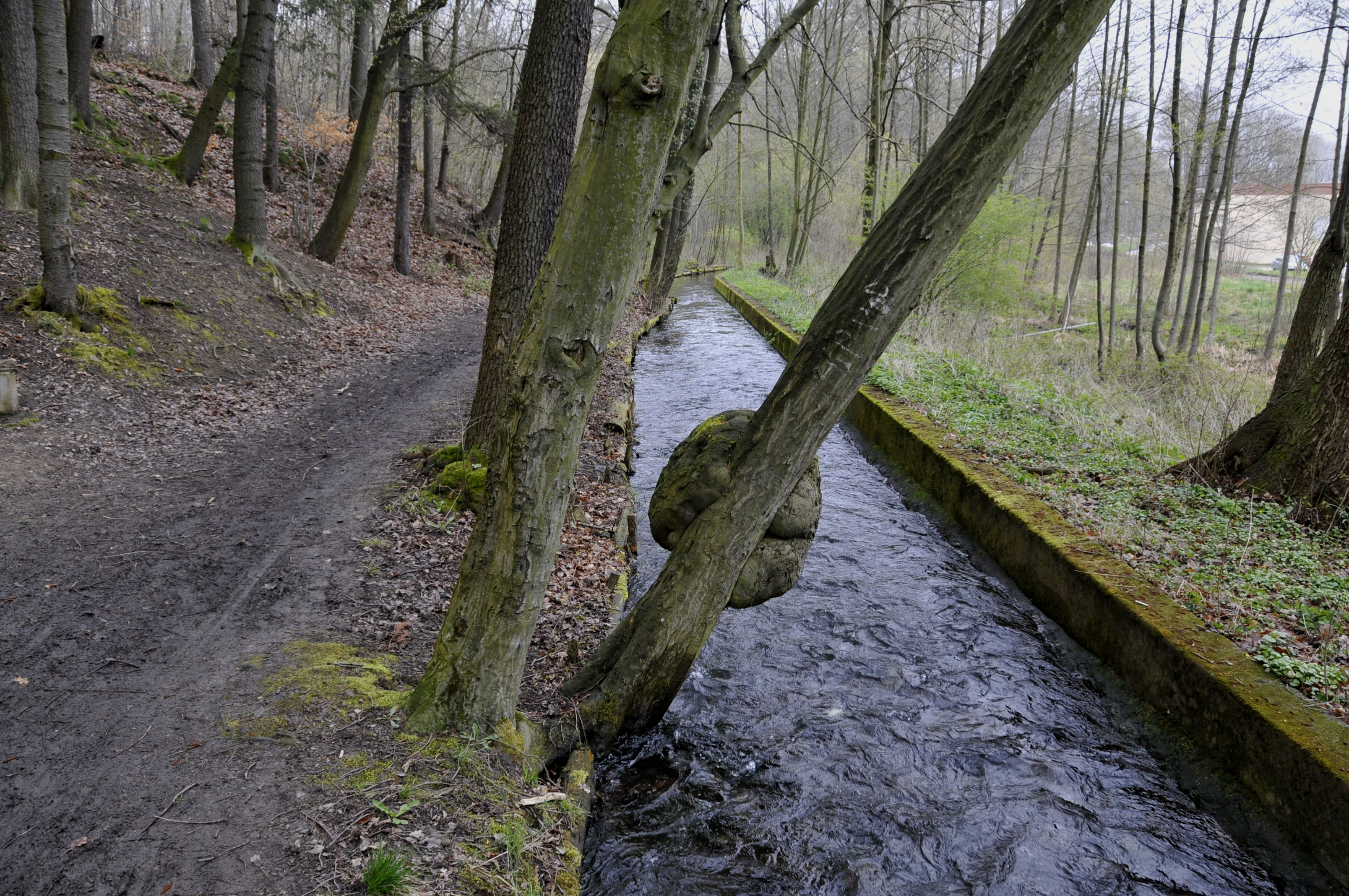
In Höhe der Straße „Am Flößgraben“